# Regio's van Japan

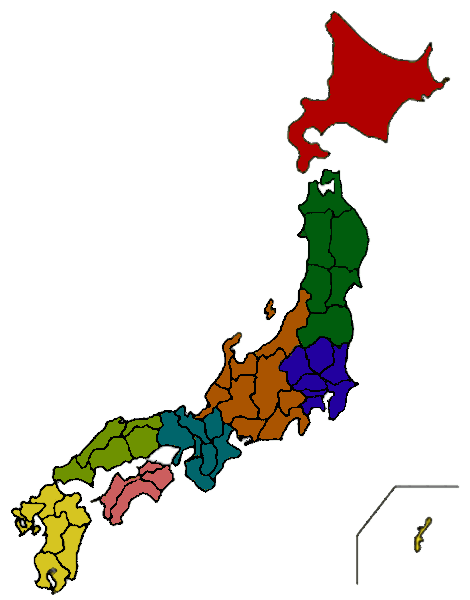
Kaart van de Japanse regio's
Van noord naar zuid:
Hokkaido
Tohoku
Kanto
Chubu
Kansai
Chugoku
Shikoku
Kyushu

De Japanse regio's zijn geen officiële administratieve eenheden, maar worden traditioneel gebruikt om Japan onder te verdelen in gewesten.
De regio's (gewesten) van noord naar zuid:
- Hokkaido (het eiland Hokkaido en de nabijgelegen eilanden, grootste stad Sapporo)
- Tohoku (gelegen op noord Honshu, grootste stad Sendai)
- Kanto (oostelijk Honshu, grootste steden Tokio en Yokohama)
- Chubu (centraal Honshu). Chubu wordt onderverdeeld in:
  - Hokuriku (noordwestelijk Chubu)
  - Koshinetsu (noordoostelijk Chubu, grootste stad Nagano)
  - Tokai (zuidelijk Chubu, grootste steden Nagoya, Hamamatsu en Shizuoka)
  - Chukyo (zuidwestelijk Chubu, grootste steden Nagoya, Gifu en Yokkaichi)
- Kansai of de Kinki regio (zuidelijk Honshu, grootste steden Osaka, Kobe en Kioto)
- Chugoku (westelijk Honshu, grootste steden Hiroshima en Okayama)
- Shikoku (het eiland Shikoku, grootste steden Matsuyama en Takamatsu)
- Kyushu (het eiland Kyushu, grootste stad Fukuoka); deze regio bevat eveneens de Riukiu-eilanden en Okinawa

Elke regio heeft meerdere prefecturen. Enkel Hokkaido heeft slechts één prefectuur.